# سکوربا
معابد سکوربا بقایای خرسنگ‌هایی در لبه شمالی ذبیغ، در منطقه شمالی جزیرهٔ مالت هستند که بینش دقیق و آموزنده ای را در مورد دوره‌های اولیه فرهنگ نوسنگی مالت ارائه می‌کنند. این سایت نخست در اوایل دهه ۱۹۶۰ میلادی حفاری شد و در مقایسه با سایر مکان‌های خرسنگ، که برخی از آنها از اوایل قرن ۱۹ مورد مطالعه قرار گرفته بودند، بسیار دیرتر کشف شد. اهمیت این سایت منجر به ثبت آن در فهرست میراث جهانی مالت شده است.
این حفاری‌های متأخر امکان استفاده از روش‌های مدرن تاریخ گذاری و تجزیه و تحلیل را فراهم کردند. خود معبد، به خصوص در مقایسه با معابد کامل تر حجر قیم و تارشین، در وضعیت خوبی قرار ندارد. با این حال، اهمیت این سایت در بقایای واقعی نیست، بلکه در آنچه از حفاری آنها به دست آمده است، می‌باشد.

## توضیحات

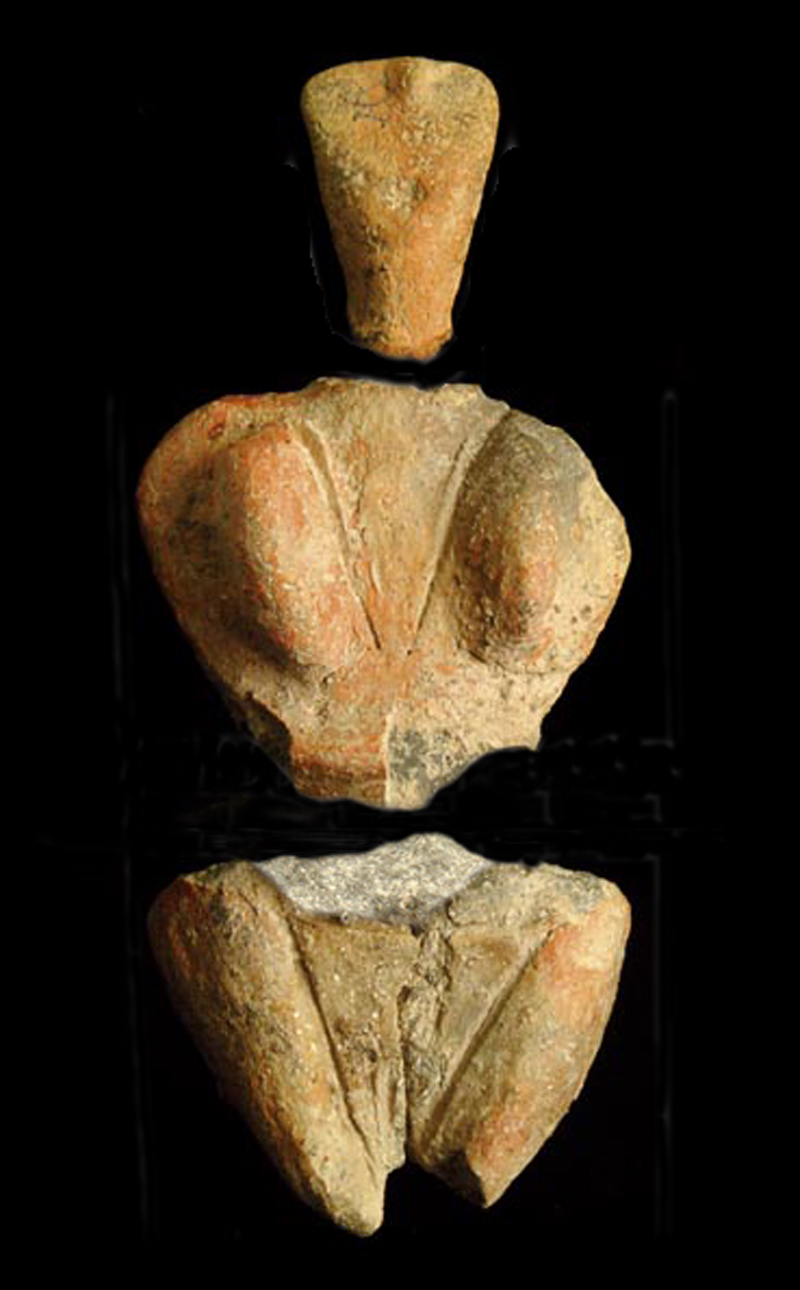
الهه مادر سفالی کشف شده در سکوربا (موزه ملی باستان‌شناسی، والتا)

منطقه ذبیغ در اطراف سکوربا به نظر می‌رسد که در اوایل دوره نوسنگی مسکونی بوده است. زمانی که مورخ برجسته مالتی، سر تمی زمیت، معابد نزدیک تاع حجرات را کاوش کرد، تنها یک تخته عمودی از تپه کوچکی از آوار در سایت سکوربا بیرون زده بود. اگرچه در فهرست آثار باستانی ۱۹۲۵ گنجانده شد، باستان شناسان این تپه را نادیده گرفتند تا اینکه دیوید اچ. ترامپ بین سال‌های ۱۹۶۰ و ۱۹۶۳ آن را حفاری کرد.
بقایای این سایت مجموعه‌ای از میل‌های خرسنگی (یکی از آنها به ارتفاع ۳٫۴ متر)، پایین‌ترین مسیر پایه‌های معابد، سنگ‌فرش‌هایی با حفره‌های شمرده‌شده در گذرگاه ورودی، و کف تُربا (ماده‌ای سیمانی مانند) از یک محراب سه قسمتی است.
دیوار شمالی وضعیت بهتری دارد. در ابتدا، ورودی معبد به سوی یک بارگاه باز می‌شد، اما در اضافات بعدی در مرحله تارشین، درگاه معبد بسته شد و محراب‌هایی در گوشه‌های آن قرار گرفتند که در اثر بسته شدن درگاه ایجاد شده بودند. در شرق این معبد، بنای دوم در فاز تارشین با چهار محراب و یک طاق مرکزی اضافه شده.
برای یک دوره تقریباً دوازده قرنی قبل از ساخته شدن معابد، دهکده ای در این مکان وجود داشت. قدیمی‌ترین بنای موجود از آن، دیوار مستقیم یازده متری در غرب اولین ورودی معابد است. بقایای آن در پی بنا، حاوی قدیمی‌ترین موادی است که گواه از حضور بشر در جزیره می‌دهند، یعنی فاز قر دالام؛ از جمله زغال چوب که تجزیه و تحلیل کربن آن را به ۴۸۵۰ سال قبل از میلاد برمی‌گرداند.

## سفال
سفال‌های یافت شده در این سایت به دو سبک تقسیم می‌شوند، فاز سکوربای خاکستری که با سفال‌های خاکستری رنگ بدون نقوش متمایز می‌شود و فاز سکوربای قرمز که دقیقاً مانند سکوربای خاکستری است اما با اُخرای قرمز رنگ‌شده است.